# Erling Richard
Erling Rolf Richard, född 24 juni 1895 i Oslo i Norge, död 9 augusti 1970 i Engelbrekts församling i Stockholm, var en svensk företagsledare.
Erling Richard var son till direktören Hans Richard och Magda Haugerud. Han hade examen från realskola och från handelsskola. Han grundade tillsammans med hustrun konfektionsfirman Erling Richard AB 1925, där han var verkställande direktör.
Han var ledamot av Stockholms handelskammares fullmäktige från 1948, fullmäktig i Svenska Arbetsgivareföreningen (SAF) från 1945, Sveriges Industriförbund från 1949, ledamot av Näringslivets opinionsnämnd från 1951, Svenska Röda Korsets (SRK) överstyrelse och arbetsutskott från 1946, Stockholms stads yrkes- och lärlingskolas konf:nämnd från 1943, verkställande ledamot av centralkommittén för Mors blomma från 1946 och deputerad av Stockholms stads brandstodsbolag från 1957. Han hade en rad olika utmärkelser, bland annat var han riddare av Vasaorden.
Han var från 1922 gift med disponenten Astri Richard, född Uddenberg (1900–1992). De fick sönerna Klas (född 1923), gift med Bibi Lindkvist, och Allan (född 1929). Makarna Richard är begravda på Solna kyrkogård.